# Angelo Moreschi
Angelo Moreschi SDB (* 13. Juni 1952 in Nave, Provinz Brescia; † 25. März 2020 in Brescia) war ein italienischer römisch-katholischer Ordensgeistlicher, Titularbischof und Apostolischer Vikar von Gambella (Äthiopien).

## Leben
Angelo Moreschi trat mit 21 Jahren in Albarè di Costermano in die Kongregation der Salesianer Don Boscos ein und legte am 1. September 1974 seine ersten Ordensgelübde ab. Am 15. August 1980 legte er im Salesianer-Kloster Cremisan in Bethlehem die ewige Profess ab und empfing am 2. Oktober 1982 in Brescia die Priesterweihe. Er lebte seit 1991 als Missionar in Äthiopien, wo er in der Salesianer-Mission in Dilla wirkte und dort mehrere Missionsschulen, Landwirtschaftsbetriebe und Berufsausbildungsstätten gründete.
Am 16. November 2000 wurde er von Papst Johannes Paul II. zum Präfekten der Apostolischen Präfektur Gambella ernannt, deren Leitung er am 25. Februar 2001 übernahm. Mit der Erhebung der Präfektur zum Apostolischen Vikariat Gambella am 5. Dezember 2009 berief ihn Papst Benedikt XVI. zum Titularbischof von Elephantaris in Mauretania und zum Apostolischen Vikar von Gambella. Die Bischofsweihe spendete ihm der Erzbischof von Addis Abeba, Berhaneyesus Demerew Souraphiel CM, am 31. Januar 2010; Mitkonsekratoren waren Tesfay Medhin, Bischof von Adigrat, und Lorenzo Ceresoli MCCJ, emeritierter Apostolischer Vikar von Awasa.
Moreschi starb im März 2020 im Alter von 67 Jahren während der COVID-19-Pandemie an den Folgen einer SARS-CoV-2-Infektion. In einer Würdigung seines Ordens wird sein Engagement für die Jugend und die Armen hervorgehoben.